# Madagasterinae
 Madagasterinae  G.L.Nesom, 2020 è una sottotribù di piante angiosperme dicotiledoni della famiglia delle Asteraceae (sottofamiglia Asteroideae e tribù Astereae/clade Basal grade).

## Etimologia
Il nome della sottotribù deriva dal suo genere tipo (Madagaster Nesom), ossia dall'areale di distribuzione delle specie di questo gruppo (sono tutte endemiche dell'isola di Madagascar).
Il nome scientifico della sottotribù è stato definito dal botanico Guy L. Nesom (1945-) nella pubblicazione " Phytoneuron. Digital Publications in Plant Biology" (Phytoneuron 2020-53: 28) del 2020.

## Descrizione
Portamento. Le specie di questo gruppo hanno un habitus di tipo sub-arbustivo, arbustico o arboreo.
Fusto. La parte aerea in genere è eretta, semplice o ramosa. 
Foglie. Le foglie in genere sono disposte in modo alternato, picciolate o sessili. La lamina è semplice con bordi interi. La superficie in genere è glabra o abassialmente può essere tomentosa ma priva di ghiandole. La consistenza è coriacea.
Infiorescenza. Le sinflorescenze sono sia scapose (capolini solitari) che composte da diversi capolini raccolti in formazioni corimbose. Le infiorescenze vere e proprie sono composte da un capolino terminale peduncolato di tipo radiato con fiori eterogami. I capolini sono formati da un involucro, con forme campanulate, composto da diverse brattee, al cui interno un ricettacolo fa da base ai fiori di due tipi: fiori del raggio e fiori del disco. Le brattee, piatte e a consistenza erbacea, sono disposte in modo più o meno embricato su più serie. Il ricettacolo in genere è nudo ossia senza pagliette a protezione della base dei fiori; la forma è piatta o da convessa a conica.
Fiori. I fiori sono tetra-ciclici (formati cioè da 4 verticilli: calice – corolla – androceo – gineceo) e pentameri (calice e corolla formati da 5 elementi). Si distinguono in:
- fiori del raggio (esterni): sono femminili e sono disposti su una sola serie; la forma è ligulata (zigomorfa); possono essere assenti;
- fiori del disco (centrali): sono più numerosi con forme brevemente tubulose (attinomorfe); sono ermafroditi.

- Formula fiorale:

*/x K {\displaystyle \infty }, [C (5), A (5)], G 2 (infero), achenio
- Calice: i sepali del calice sono ridotti ad una coroncina di squame.

- Corolla: la forma della corolla alla base è più o meno imbutiforme, mentre all'apice è ligulata a 5 o raramente 3 denti (i fiori del raggio) o tubolare con 5 o raramente 4 lobi da triangolari a lineari-lanceolati (i fiori del disco). I colori della corolla sono giallo (i fiori del disco) e giallo, bianco o blu (i fiori del raggio).

- Androceo: l'androceo è formato da 5 stami sorretti da filamenti generalmente liberi; gli stami sono connati e formano un manicotto circondante lo stilo; le teche (produttrici del polline) alla base sono lievemente caudate; le appendici apicali delle antere hanno delle forme piatte e lanceolate; il tessuto endoteciale (rivestimento interno dell'antera) è quasi sempre polarizzato (con due superfici distinte: una verso l'esterno e una verso l'interno). Il polline è sferico con un diametro medio di circa 25 micron; è tricolporato (con tre aperture sia di tipo a fessura che tipo isodiametrica o poro) ed è echinato (con punte sporgenti).[8][10]

- Gineceo: l'ovario è infero uniloculare formato da 2 carpelli.[4] Lo stilo (il recettore del polline) è profondamente bifido (con due stigmi divergenti) e con le linee stigmatiche marginali separate.[11] I due bracci dello stilo hanno una forma da lanceolata a deltoide e possono essere papillosi o ricoperti da ciuffi di peli. Lo stilo dei fiori del raggio è supinato.

Frutti. I frutti sono degli acheni con pappo; in alcune specie è presente un certo dimorfismo (gli acheni dei fiori del raggio differiscono dagli acheni dei fiori del disco);
- achenio: gli acheni, con forme da oblungo-cilindriche a fusiformi, possono essere lateralmente compressi con 4 - 10 nervature laterali; la superficie in genere non è ghiandolosa; la parete dell'achenio è formata da celle contenenti rafidi ma prive di fitomelanina; il carpoforo normalmente è anulare; le setole con punte a forma di ancora non sono presenti;
- pappo: il pappo è formato da alcune serie di setole barbate.

## Biologia
Impollinazione: l'impollinazione avviene tramite insetti (impollinazione entomogama tramite farfalle diurne e notturne).

Riproduzione: la fecondazione avviene fondamentalmente tramite l'impollinazione dei fiori (vedi sopra).

Dispersione: i semi (gli acheni) cadendo a terra sono successivamente dispersi soprattutto da insetti tipo formiche (disseminazione mirmecoria). In questo tipo di piante avviene anche un altro tipo di dispersione: zoocoria. Infatti gli uncini delle brattee dell'involucro (se presenti) si agganciano ai peli degli animali di passaggio disperdendo così anche su lunghe distanze i semi della pianta. Inoltre per merito del pappo il vento può trasportare i semi anche a distanza di alcuni chilometri (disseminazione anemocora).

## Distribuzione e habitat
Le specie di questa sottotribù sono distribuite in Madagascar (è un gruppo endemico di quest'isola).

## Sistematica
La famiglia di appartenenza di questa voce (Asteraceae o Compositae, nomen conservandum) probabilmente originaria del Sud America, è la più numerosa del mondo vegetale, comprende oltre 23.000 specie distribuite su 1.535 generi, oppure 22.750 specie e 1.530 generi secondo altre fonti (una delle checklist più aggiornata elenca fino a 1.679 generi). La famiglia attualmente (2021) è divisa in 16 sottofamiglie; la sottofamiglia Asteroideae è una di queste e rappresenta l'evoluzione più recente di tutta la famiglia.

### Filogenesi
Il gruppo di questa voce è descritto nella tribù Astereae, una delle 21 tribù della sottofamiglia Asteroideae). Da un punto di vista filogenetico, la tribù Astereae fa parte del supergruppo (o sottofamiglia) "Asteroideae grade"; l'altro è il supergruppo "Non-Asteroideae" contenente il resto delle sottofamiglie delle Asteraceae. All'interno del supergruppo è vicina alle tribù Senecioneae, Calenduleae, Gnaphalieae e Anthemideae.
I caratteri più notevoli della tribù Astereae sono: la base delle antere sono prive di code e non sono calcarate (speronate); le linee stigmatiche dei bracci dello stilo sono totalmente separate; i due bracci dello stilo hanno una forma breve o allungata da lanceolata a deltoide e possono essere papillosi o ricoperti da ciuffi di peli (all'esterno, mentre all'interno sono glabri). La distribuzione della maggior parte delle specie di questo gruppo è nelle regioni temperate nord e sud.
In base alle ultime ricerche nella tribù sono stati individuati (provvisoriamente) 5 principali lignaggi:
- Basal grade: include alcuni generi isolati, il gruppo "South American-Oceania", alcune sottotribù africane e il gruppo dei generi legnosi del Madagascar.
- Bellis lineage: comprende le sottotribù eurasiatiche e una sottotribù africana.
- Aster lineage: include i generi asiatici di Asterinae e i principali gruppi dell'Australia e dell'Oceania.
- Baccharis lineage: include alcuni gruppi sudamericani.
- North American lineage: include la vasta gamma di sottotribù del Nordamerica, Messico e alcuni gruppi distribuiti nel Sudamerica.

La sottotribù di questa voce è inclusa nel lignaggio "Basal grade" e nel sottogruppo-areale dell'"Africa/Madagascar/Asia sud-est" insieme alle sottotribù Afroasterinae - Denekiinae - Eschenbachiinae - Homochrominae - Mairiinae - Printziinae - Pteroniinae.
I caratteri distintivi delle specie di questa sottotribù sono:
- il portamento è arboreo o arbustivo;
- le foglie hanno una consistenza coriacea e sono densamente tomentose (abassialmente);
- gli involucri hanno delle forme campanulate o cilindriche;
- i fiori del raggio spesso sono assenti;
- le teche delle antere sono caudate.

Le Madagasterinae sono recentemente state al centro di una profonda revisione tassonomica. Originariamente sono state definite da Nesom nel 2020 e includevano quattro generi endemici del Madagascar: Apodocephala, Madagaster, Rochonia e Vernoniopsis. Tuttavia, studi filogenetici più recenti hanno rivelato che questa sottotribù è polifiletica, ovvero non rappresenta un gruppo naturale con un antenato comune esclusivo. In dettaglio il genere Apodocephala è stata trasferito nella sottotribù Lowryanthinae della tribù Athroismeae, mentre il genere Vernoniopsis, ora rinominato Jalantzia, è risultato "fratello della sottotribù Lowryanthinae e quindi spostato nella tribù Athroismeae, in una nuova sottotribù chiamata Jalantziinae.

### Composizione della sottotribù
La sottotribù Madagasterinae comprende 2 generi e 9 specie.
| Genere                     | N. specie | Distribuzione | Caratteri più significativi |
| -------------------------- | --------- | ------------- | --- |
| Madagaster G.L.Nesom, 1993 | 5         | Madagascar    | La parte distale del tubo della corolla dei fiori del disco ha delle forme campanulate. - I lobi dei fiori del disco sono leggermente patenti. - Gli acheni hanno 5 - 8 coste longitudinali. |
| Rochonia DC., 1836         | 4         | Madagascar    | Il numero dei capolini in una sinflorescenza varia da 1 a 3 (massimo 12). - I fiori del raggio sono gialli. - L'involucro è ampiamente campanulato.                                          |